# Pentanal
Le pentanal, ou valéraldéhyde, est un aldéhyde de formule semi-développée CH3(CH2)3CHO. Il tire son nom courant de la présence d'acide pentanoïque (ou acide valérique) dans la valériane officinale.